# Власенко Олег Володимирович
Власенко Олег Володимирович (нар. 17 жовтня 1961 році в с. Орловець Черкаського р-ну, Черкаської області) — український науковець, фізіолог, доктор медичних наук (2013), професор (2015), заступник декана, проректор з наукової роботи.

## Життєпис
Власенко Олег Володимирович народився в 1961 році в с. Орловець Черкаської області. В 1984 році закінчив лікувальний факультет Вінницького медичного інституту ім. М. І. Пирогова. Син  українського науковця, Власенка Володимира Максимовича - ректора Білоцерківського національного аграрного університету у 1977—2005 роках.

## Професійна діяльність
1985 — працівник в університеті на посаді лаборанта, аспіранта, асистента, доцента, професора кафедри, заступника декана, декана, проректора з наукової роботи,
1993 — захист кандидатської дисертації, "Роль моторних ядер таламусу у здісненні міжцентральної взаємодії і організації програм автоматизованих рухів"
2000—2001 — заступник декана у ВНМУ
2001 — декан медичного факультету № 2
2013 — захист докторської дисертації з нейрофізіології за темою «Нейронні системи, залучені у формування оперантної рухової програми в моторній корі»,
2016 році — призначений проректором з наукової роботи Вінницького національного медичного університету ім. М. І. Пирогова.

## Наукова діяльність
Автор близько 200 наукових публікацій, з них 40 статей — у базах Scopus та Web of Science, індекс Гірша — 4.

## Напрямок досліджень
- нейрофізіологія серця.
- фізіологія рухів,
- серцево-судинної діяльності,
- травлення;
- методи фізіологічних досліджень.

## Нагороди
1996 — нагороджений Подякою Міністерства освіти України
1998 — нагороджений нагрудним знаком Міністерства освіти і науки «Відмінник освіти України»
2001, 2011 — нагороджений Почесною грамотою Міністерства охорони здоров'я України
2017 — нагороджений Почесною грамотою Кабінету Міністрів України.